# Luis Jiménez (baseball, 1982)
Pour les articles homonymes, voir Luis Jiménez et Jiménez.
Luis Antonio Jiménez Camacaro (né le 7 mai 1982 à Bobare, Lara, Venezuela) est un joueur de premier but au baseball. Il a joué en 2009 au Japon dans la Ligue Pacifique, aux États-Unis dans la Ligue majeure de baseball en 2012 et les Lotte Giants de l'Organisation coréenne de baseball en 2014.

## Carrière
Luis Jiménez signe son premier contrat professionnel en 1999, alors qu'il est âgé de 16 ans, avec les Athletics d'Oakland. Il passe nombreuses saisons dans les ligues mineures avec des clubs affiliés aux Athletics (2001), aux Orioles de Baltimore (2002-2003, puis 2007), aux Dodgers de Los Angeles (2004), aux Twins du Minnesota (2005), aux Red Sox de Boston (2006-2007) et aux Nationals de Washington (2008) avant de quitter pour le Japon, où il s'aligne avec les Fighters de la Ligue Pacifique en 2009. Il retourne dans son pays natal, le Venezuela, après avoir été retranché par le club japonais au début de la saison 2010.
De retour aux États-Unis, Jiménez est mis sous contrat par les Mariners de Seattle le 6 janvier 2011 et assigné à leur club-école, les Rainiers de Tacoma. Âgé de 30 ans, Jiménez obtient sa première chance dans le baseball majeur avec les Mariners, pour qui il dispute un premier match le 4 septembre 2012. Ce joueur de premier but est utilisé comme frappeur désigné et frappeur suppléant par Seattle. Il réussit son premier coup sûr dans les majeures le 7 septembre contre le lanceur A. J. Griffin des A's d'Oakland. Il obtient 18 passages au bâton en 7 parties pour Seattle.
Il rejoint les Blue Jays de Toronto le 11 décembre 2012.